# Akustická zpětná vazba
Akustická zpětná vazba (též zvuková zpětná vazba, nebo jen zpětná vazba, nebo také Larsenův efekt) je zvláštní druh kladné zpětné vazby, ke kterému dochází, pokud existuje zvuková smyčka mezi zvukovým vstupem (například mikrofonem nebo kytarovým snímačem) a zvukovým výstupem (například reproduktorem). V našem příkladě je signál zachycený mikrofonem zesílen a vyzářen reproduktorem. Signál z reproduktoru může být znovu zachycen mikrofonem, dále zesílen, a znovu vyzářen reproduktorem. Frekvence výsledného zvuku je určena rezonančními frekvencemi mikrofonu, zesilovače a reproduktoru, akustickými vlastnostmi prostoru, směrovými snímacími a vyzařovacími charakteristikami mikrofonu a reproduktoru, a vzdáleností mezi nimi. U malých ozvučovacích systémů se tento zvuk projevuje známým hlasitým pískáním nebo hvízdáním.
Principy akustické zpětné vazby objevil jako první dánský vědec Søren Absalon Larsen.

## Historie a teorie
Podmínky pro zpětnou vazbu vyplývají z Barkhausenova kritéria stability, které říká, že při dostatečně vysokém zisku může dojít (a obvykle dojde) ke stabilní oscilaci ve zpětnovazební smyčce, jejíž frekvence je taková, že fázové zpoždění je celočíselný násobek 360 stupňů a zisk na této frekvenci je roven 1. Pokud se zisk na nějaké frekvenci zvýší na hodnotu vyšší než 1, pak bude roven jedné na nějaké blízké frekvenci, a systém začne oscilovat na této frekvenci i při minimálním vybuzení na vstupu; jinými slovy, bude produkován zvuk, aniž by někdo hrál. Toto je princip, na kterém fungují elektronické oscilátory, a i když je v jejich případě zpětnovazební smyčka čistě elektronická, princip zůstává stejný. Pokud je zisk vysoký, ale o něco nižší než 1, budou výsledkem vysoké, pomalu doznívající zpětnovazební tóny, ale jen v případě, že je přítomen nějaký zvuk na vstupu.
První vědecké práce o akustické zpětné vazbě prováděl Dr. C. Paul Boner. Boner došel k závěru, že pokud nastane zpětná vazba, děje se tak na jedné konkrétní frekvenci. Také dospěl k závěru, že zpětná vazba může být potlačena vložením velmi úzké pásmové zádrže pro tuto frekvenci do signálového řetězce reproduktoru. Spolu s Giffordem Whitem, zakladatelem společnosti White Instruments, pracoval na ruční výrobě úzkopásmových zádrží pro konkrétní zpětnovazební frekvence konkrétních prostorů. Boner byl zodpovědný za stanovení základních teorií o zvukové zpětné vazbě, projevech pískání a technikách ekvalizace zvukových systémů v uzavřených prostorech.

### Vzdálenost
Pro udržení maximálního zisku smyčky pod hodnotou 1 musí být množství zvukové energie dodávané zpět do mikrofonů co nejmenší. Protože akustický tlak klesá s 1/r vzhledem ke vzdálenosti r ve volném prostoru, nebo až ke vzdálenosti označované jako dozvuková vzdálenost v uzavřeném prostoru (a hustota energie klesá s 1/r²), je důležité umístit mikrofony v dostatečně velké vzdálenosti od reproduktorových systémů.

### Směrovost
Reproduktory a mikrofony by navíc měly mít neuniformní směrovost a měly by být vzájemně umístěny mimo své oblasti maximální citlivosti, nejlépe ve směru potlačení. Reproduktory malých ozvučovacích systémů dosahují často směrovosti v oblasti středů a výšek (a také dobré účinnosti) pomocí systémů s trychtýřovým zvukovodem. Basové reproduktory mívají kardioidní charakteristiku.
Profesionální sestavy předcházejí zpětné vazbě umístěním hlavních reproduktorů ve velké vzdálenosti od kapely nebo umělce. Navíc používají několik menších reproduktorů, označovaných jako monitory, které jsou nasměrovány na jednotlivé členy kapely a hrají opačným směrem, než ze kterého snímají mikrofony. To umožňuje nezávislé nastavení úrovní akustického tlaku pro publikum a pro účinkující.
Pokud jsou monitory orientovány v úhlu 180 stupňů k mikrofonům, které jsou jejich zdrojem, měly by mít tyto mikrofony kardioidní snímací charakteristiku. Pokud jsou reproduktory monitorů umístěny za mikrofony pod jiným úhlem, jsou vhodné superkardioidní a hyperkardioidní charakteristiky, které navíc lépe potlačí dozvuky přicházející z jiných směrů. Téměř všechny mikrofony pro ozvučovací systémy jsou směrové.

### Frekvenční charakteristika
Skutečná frekvenční charakteristika ozvučovacího systému není téměř nikdy ideálně rovná. To vede k akustické zpětné vazbě na frekvenci s největším ziskem smyčky, který může být mnohem vyšší než průměrný zisk v celém frekvenčním rozsahu (rezonance). Je tedy potřeba použít nějakou formu ekvalizace ke snížení zisku na této frekvenci.
Zpětná vazba může být ručně omezena "vypískáním" mikrofonu. Zvukový technik může zvyšovat úroveň mikrofonu nebo kytarového snímače, dokud nedojde ke zpětné vazbě. Poté může technik potlačit příslušnou frekvenci na pásmovém ekvalizéru a tím předejít zpětné vazbě na tomto tónu, ale přitom zachovat maximální hlasitost. Profesionální zvukoví technici dokáží "vypískávat" mikrofony a snímače podle sluchu, někteří navíc používají k zobrazení pískajících frekvencí i zvukový analyzér se zobrazením v reálném čase, připojený k mikrofonu.
Chceme-li předejít zpětné vazbě, je možné použít také automatická zařízení k potlačení zpětné vazby. (Na trhu je lze nalézt pod názvy jako "feedback destroyer" nebo "feedback eliminator".) Některé z nich využívají malého frekvenčního posuvu, a v důsledku posunutí frekvence zpětné vazby pak vzniká "cvrlikavý" zvuk namísto běžného pískání. Jiná zařízení využívají ostré úzkopásmové zádrže k odfiltrování problémových frekvencí. K naladění těchto úzkopásmových zádrží se často používají adaptivní algoritmy.